# La buona madre
La buona madre è una commedia teatrale veneziana in prosa in tre atti scritta da Carlo Goldoni nel 1761 e rappresentata per la prima volta con successo a Venezia per il Carnevale dello stesso anno. L'opera affronta un tema morale caro sia al teatro goldoniano sia al pubblico settecentesco: le qualità della buona madre.

## Trama
Venezia. Il giovane Nicoletto, succube della madre che tenta di farlo sposare con una ricca vedova per salvare le sorti dell’intera famiglia ormai in rovina, cerca l'amore vero nella giovane Daniela, ma nei progetti della madre di lei c’è un matrimonio ricco.
Tutta la commedia è giocata all’interno di un mondo completamente femminile fatto di attività domestiche (stirare, lavare per terra), vezzosità muliebri (scegliere le stoffe) e chiacchierate complici in cui si sparla di tutti e si tessono trame. Vittima di un intricato complotto di donne, Nicoletto vede vanificati i suoi goffi tentativi di emanciparsi dal potere opprimente della madre e di trovare consolazione in un amore non corrisposto.

## Poetica
Scrive l'autore nella prefazione all'edizione a stampa: Io ho sempre compatito e compianto la gioventù mal condotta dall'inclinazione o dal mal esempio, poiché sono stato giovine anch'io, non libertino, ma incauto e condescendente. Non ho mai però compatito, anzi ho sempre detestato e abborrito i Genitori disattenti verso de' loro Figliuoli, e specialmente le Madri che per soverchio amore tradiscono la loro prole.
Pur non dimentica del codice comico che le è proprio, questa commedia porta in scena una vicenda fatta di deprivazioni economiche e morali: una buona madre che, con la perdita del marito, ha irrimediabilmente perso una condizione di discreta agiatezza e, incupita dalle pene del vivere, si ritrova a esercitare il governo domestico con varia cecità pedagogica e comportamenti di calcolato cinismo; un'altra madre che non esita a sostenere pratiche di lenocinio nei confronti della figlia, e comprimari dalle agiate condizioni economiche.
Nicoletto e Barbara rappresentano una metafora della città di Venezia Barbara è Venezia, come quest’ultima ha un passato migliore del suo presente e che ora soffoca i propri figli in nome di un potere che il passato le ha conferito. Anche Nicoletto è Venezia, la città di un tentato futuro. Il tempo che ha davanti a sé è quello della sconfitta, della mediocrità, dell’eterna adolescenza. Barbara ne ha impedito la maturazione, ne ha soffocato la libertà, ne ha distrutto la virilità. Una tragedia edipica col tono di commedia, ma anche metafora di Venezia, città asfittica e cannibale.